# Eberhard Jakob Kipp
Eberhard Jakob Kipp (* 16. August 1706 in Hörde; † 4. August 1772 in Lübeck) war Kaufmann und Ratsherr der Hansestadt Lübeck.

## Leben
Eberhard Jakob Kipp war Sohn des Bürgermeisters Kipp in Hörde. Er kam 1723 nach Lübeck, um bei dem Kaufmann Johann Rittershausen den Kaufmannsberuf zu erlernen und bereiste für diesen häufiger Schweden. 1735 gründete er mit dem späteren Ratsherrn Johann Friedrich Bagge als Teilhaber ein eigenes Handelshaus. Beide Geschäftspartner heirateten Töchter des Kaufmanns Johann Stöver. Während Kipp als 1764 als Ältermann der Stockholmfahrer in den Rat gewählt wurde, trat Bagge 1772 als Ältermann der Schonenfahrer in den Rat der Stadt ein.
Der Rektor des Katharineums Johann Daniel Overbeck verfasste seine Trauerschrift.